# 火力少年王
《火力少年王》是广州奥飞文化传播有限公司於2006年推出以悠悠球為题材的中国电视剧。讲述江海一中指派体育教师高大树组建“江海队”，准备在“秋季悠悠球大赛”比赛。共40集，续集《火力少年王2》共26集。